# Центральна збагачувальна фабрика «Стахановська»
Центральна збагачувальна фабрика «Стахановська» (попередня назва «Ново-Ірмінська») — збудована за проектом інституту «Південдіпрошахт» та французької фірми ПІК у 1963 році. Виробнича потужність 2200 тис. тон на рік. Призначена для збагачення коксівного вугілля за технологією фірми ПІК та з використанням її устаткування. Глибина збагачення 0 мм: крупний клас 12-300 мм — у важких середовищах, дрібний клас 0,5-12 мм — у відсаджувальних машинах, шлам 0-0,5 мм — флотацією. Операція важкосередовищного збагачення була реконструйована з встановленням послідовно двох сепараторів для виділення трьох кінцевих продуктів. Значна частина устаткування була замінена на вітчизняне. Після довгого часу консервації роботу фабрики відновлено.
Місце знаходження: м.Стаханов, Луганська обл., залізнична станція Теплогірськ;